# Zeeland
Zeeland (česky Zéland) nizozemská provincie, která se nachází v jihozápadní části země v oblasti společné delty řek Šelda, Máza a Rýn do Severního moře. Sousedí s provinciemi Jižní Holandsko, Severní Brabantsko a Belgií. Hlavním městem je Middelburg. Je nejméně osídlenou provincií (žije zde přibližně 2,25 % nizozemské popoluace).

## Geografie
Pobřeží provincie je členité, dominantní topografické prvky představují dvě ramena estuáru řeky Šelda. Zatímco rameno Západní Šelda (Westerschelde) je přímo propojené s mořem bez umělých překážek a protéká jím většina průtoku Šeldy, ústí druhého ramene Východní Šelda (Oosterschelde) bylo zahrazeno protipovodňovou zábranou Oosterscheldekering v rámci projektu Deltawerken. Oosterschelde je zároveň jedním z nizozemských národních parků. V provincii se nachází množství ostrovů a poloostrovů.

## Historie
Region Zeelandu byl ve středověku předmětem sporů mezi Holandským a Flanderským hrabstvím. V roce 1432 se stal součástí nizozemských pozic Filipa III. Dobrého, které později tvořily tzv. sedmnáct nizozemských provincií. Toto území přešlo v roce 1477 pod vládu Habsburků (Habsburské Nizozemí). Během Nizozemské revoluce stál Zeeland na straně Utrechtské unie a následně byl jednou z nezávislých Spojených sedmi provincií nizozemských.
Území tzv. Zélandských Flander (jižně od vodní plochy Westerschelde), které je součástí moderní provincie, bývalo součástí Flanderského hrabství a k jeho přičlenění k Nizozemsku došlo na počátku 17. století. V rámci Spojených sedmi provincií bylo spravováno přímo generálními stavy jako tzv. Stavovské Flandry.

## Fotogalerie

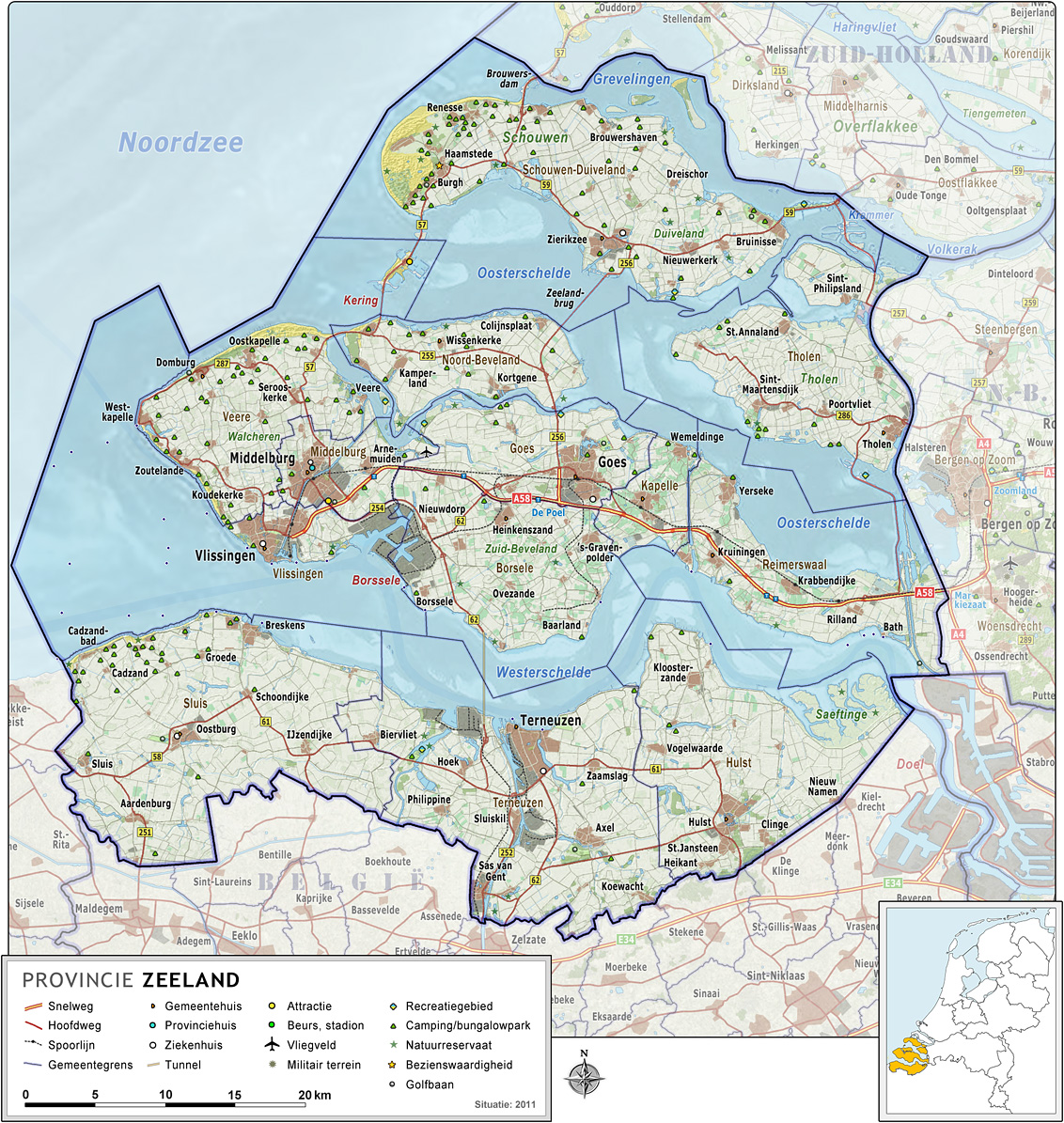
mapa provincie
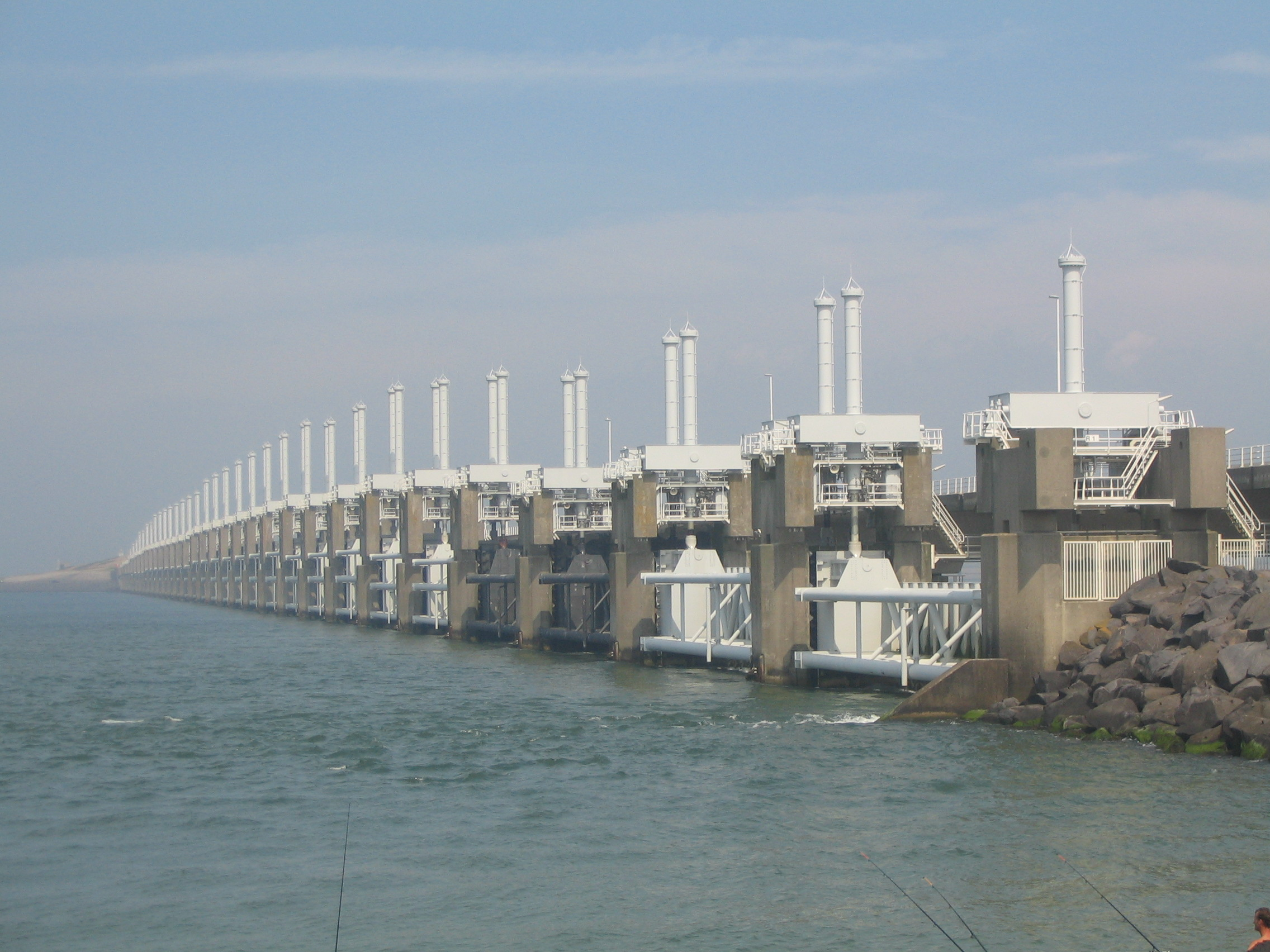
Oosterscheldekering
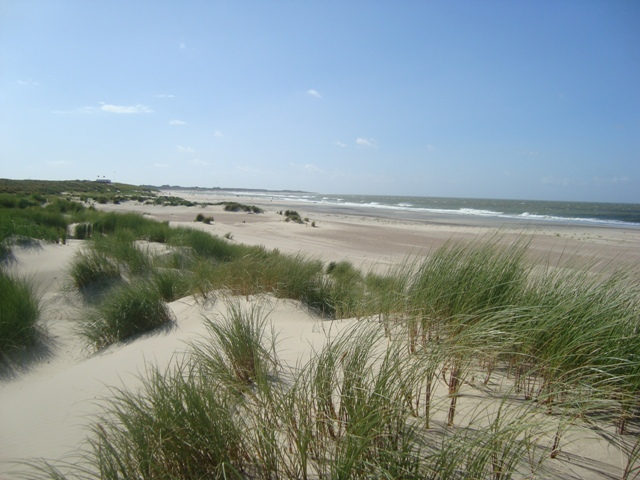
pobřeží Severního moře
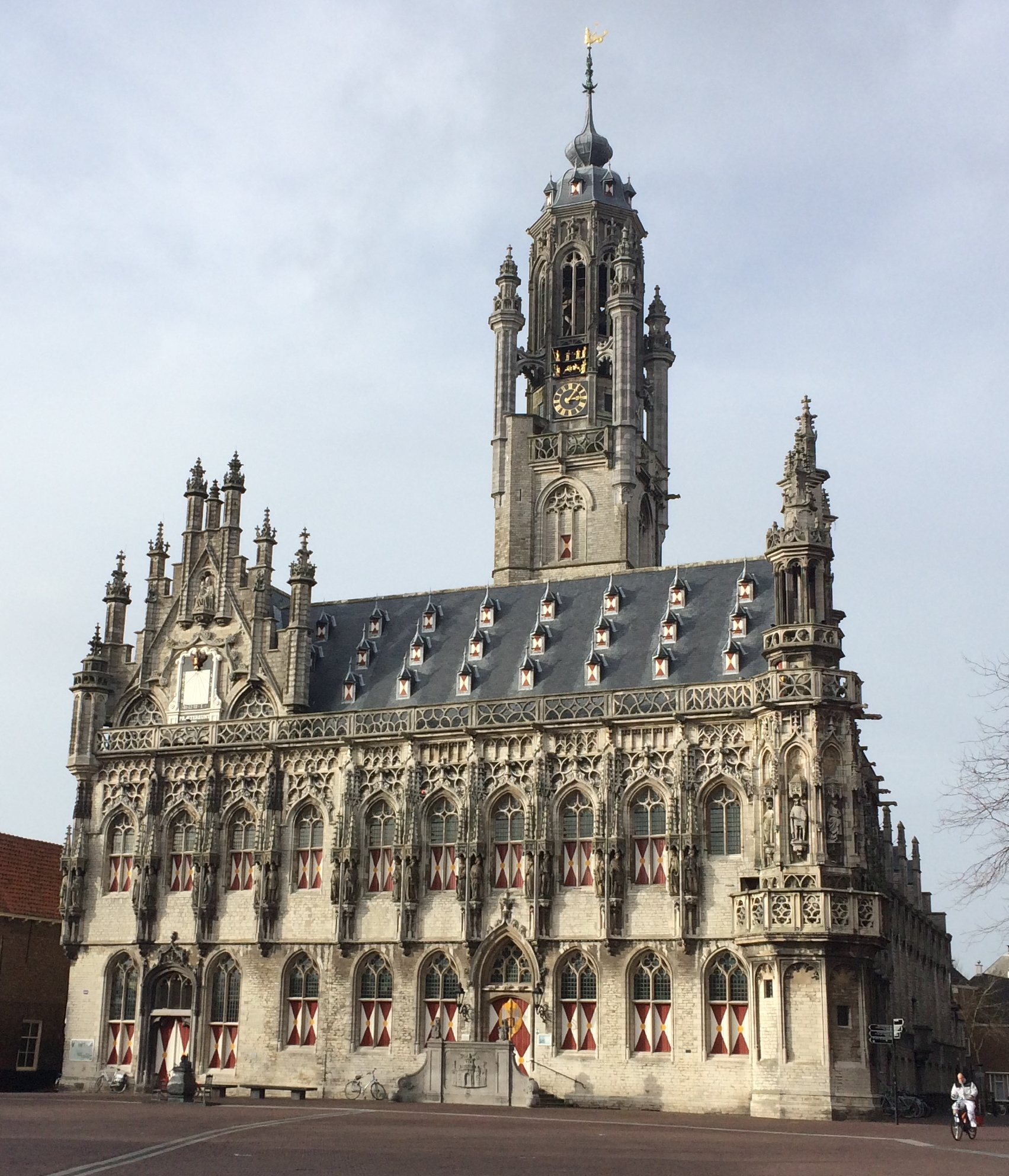
radnice Middelburgu